# Saruny
Saruny (deutsch Saraunen) ist ein Ort in der polnischen Woiwodschaft Ermland-Masuren und gehört zur Landgemeinde Górowo Iławeckie (Landsberg) im Powiat Bartoszycki (Kreis Bartenstein), bis 1945 zum Kreis Preußisch Eylau in Ostpreußen.

## Geographische Lage
Saruny liegt im Nordwesten der Woiwodschaft Ermland-Masuren, 21 Kilometer südwestlich der früheren und heute auf russischem Hoheitsgebiet gelegenen Kreisstadt Preußisch Eylau (russisch Bagrationowsk) bzw. 29 Kilometer westlich der jetzigen Kreismetropole Bartoszyce (deutsch Bartenstein).

## Geschichte
Saraunen wurde 1543 erstmals urkundlich erwähnt. Es handelte sich um einen Gutsort, dessen Gut mit einem großen Park umgeben war.
Im Jahre 1874 wurde der Gutsbezirk Saraunen in den Amtsbezirk Buchholz (polnisch Bukowiec) im ostpreußischen Kreis Preußisch Eylau aufgenommen. 79 Einwohner waren im Jahre 1910 in Saraunen gemeldet.
Am 30. September 1928 verlor der Gutsbezirk Saraunen seine Eigenständigkeit, als er zusammen mit dem Vorwerk Wiecherts (polnisch Wągródka) des Gutsbezirks Schwadtken (polnisch Świadki Górowskie) nach Finken (polnisch Zięby) eingemeindet wurde.
Aufgrund der Abtretung des gesamten südlichen Ostpreußen 1945 in Kriegsfolge kam Saraunen zu Polen und erhielt die polnische Namensform „Saruny“. Der Ort ist heute verlassen, hier steht kein Gebäude mehr. Doch wird der Name offiziell immer noch geführt – als Ortschaft der Gmina Górowo Iławeckie (Landgemeinde Landsberg) im Powiat Bartoszycki (Kreis Bartenstein), von 1985 bis 1998 der Woiwodschaft Olsztyn, seither der Woiwodschaft Ermland-Masuren zugehörig.

## Religion
Bis 1945 war Saraunen in das Kirchspiel der evangelischen Kirche Buchholz (Ostpreußen) (polnisch Bukowiec) in der Kirchenprovinz Ostpreußen der Kirche der Altpreußischen Union eingepfarrt.
Zu der gleichen, jetzt St.-Johannes-der-Täufer Kirche genannt, gehören auch die römisch-katholischen Einwohner von Saruny, das zum Erzbistum Ermland gehört.

## Verkehr
Saruny liegt an einer Nebenstraße, die von Zięby (Finken) nach Bukowiec (Buchholz) führt. Eine Bahnanbindung besteht nicht.